# Microregiunea Fonyód
Microregiunea Fonyód (în maghiară Fonyódi kistérség) a fost o microregiune statistică (kistérség) din județul Somogy, Ungaria.
Cu o populație de 22.702 locuitori și o suprafață de 372,82 km2, aceasta a existat până în 2014, când în Ungaria, microregiunile ”kistérségek” au fost înlocuite de districte (járások).